# یان وسلی
یان وسلی (انگلیسی: Jan Veselý؛ زادهٔ ۲۴ آوریل ۱۹۹۰) بازیکن بسکتبال اهل جمهوری چک است.

## حرفه
از باشگاه‌هایی که در آن بازی کرده‌است می‌توان به واشینگتن ویزاردز، دنور ناگتس، و باشگاه بسکتبال پارتیزان اشاره کرد.